# Wolfgang W. Müller
Wolfgang W. Müller OP (* 1956 in Heidelberg) ist katholischer Theologe, Priester, Dominikaner, Deutsch-Schweizer Doppelbürger und war Professor für Dogmatik an der Theologischen Fakultät der Universität Luzern.

## Leben
Wolfgang W. Müller studierte Philosophie und Theologie an den Universitäten Freiburg i.Br. und München. 1981 trat er in den Dominikanerorden ein und wurde 1987 in Freiburg im Üechtland zum Priester geweiht. Promotion (1989) und Habilitation im Fach Dogmatik und Dogmengeschichte (1992) an der LMU München. 
Nach Lehrtätigkeiten in Passau und Augsburg wurde er ordentlicher Professor für Dogmatik und Leiter des Ökumenischen Instituts an der Theologischen Fakultät der Universität Luzern (2001–2021). Er initiierte 2003 eine regelmäßige Otto-Karrer-Vorlesung an der Theologischen Fakultät der Universität Luzern und leitete sie bis zu seiner Emeritierung 2021.
Seit 2022 wirkt Müller als Ständiger Beirat am Zentrum für Religion und Philosophie der Religionen an der Universität Luzern. Er ist Mitherausgeber der Reihe TeNOR (Schwabe Verlag, Basel) und war Herausgeber der Reihe Schriften Ökumenisches Institut Luzern (2006–2022, Edition NZN bei TVZ, Zürich), die unter neuer Herausgeberschaft seit 2024 unter dem Titel Ökumene in Theorie und Praxis – Reihe Ökumenisches Institut Luzern (ÖTP) fortgeführt wird.

## Wirken
Seine Arbeits- und Forschungsschwerpunkte sind: Theologische Erkenntnislehre, Theologiegeschichte des 19. und 20. Jahrhunderts, Sakramententheologie, Ökumene und interreligiöser Dialog. Er ist Autor und Herausgeber zahlreicher Publikationen zur Frage der Verhältnisbestimmung von Theologie und Musik in systematischer und religionsphilosophischer Perspektive.

## Schriften (Auswahl)

### Monografien
- Das Symbol in der dogmatischen Theologie. Eine symboltheologische Studie anhand der Theorien bei K. Rahner, P. Tillich, P. Ricoeur und J. Lacan. Bern u. a. 1990, ISBN 3-631-43102-3.
- Die Gnade Christi. Eine geschichtlich-systematische Darstellung der Gnadentheorie M.J. Scheebens und ihrer Wirkungsgeschichte. St. Ottilien 1994, ISBN 3-88096-733-4.
- Die Theologie des Dritten. Entwurf einer sozialen Trinitätslehre. St. Ottilien 1996, ISBN 3-88096-418-1.
- Simone Weil. Das Wagnis eines Lebens. Freiburg im Üechtland 2001, ISBN 3-85764-536-9.
- Gnade in Welt. Eine symboltheologische Sakramentenskizze. Münster 2002, ISBN 3-8258-6218-6.
- Klingende Theologie. Glaube – Reflexion – Mysterium im Werk Olivier Messiaens. Ostfildern 2016, ISBN 978-3-7867-3092-7.
- Simone Weil. Theologische Splitter. 2. Auflage, Zürich 2017, ISBN 3-290-20051-5.
- Franz Liszt. Eine theologische Rhapsodie. Musik und Theologie in der Romantik. Basel 2019, ISBN 3-7965-3866-5.
- Der Bayreuther Kreis und sein Umfeld. Religion – Macht –  Musik. Basel 2022, ISBN 978-3-7965-4516-0.
- Musik der Engel. Eine Kulturgeschichte. Basel 2024, ISBN 978-3-7965-5128-4.

### Herausgeberschaft
- Otto Karrer. Fundamente und Praxis der Ökumene gestern und heute, mit Beitr. von Karl Lehmann und Lukas Vischer. Berlin 2004, ISBN 978-3-87554-403-9.
- Karl Barth – Hans Urs von Balthasar. Eine theologische Zwiesprache. Zürich 2006, ISBN 978-3-290-20027-5.
- mit Bruno Santini-Amgarten: Minimalia christlicher Bildungspraxis. Das christliche Verständnis von Bildung in einem konfessionsneutralen Staat. Zürich 2006, ISBN 978-3-290-20026-8.
- Katholizität – Eine ökumenische Chance. Zürich 2006, ISBN 978-3-290-20031-2.
- Margot Käßmann/Wolfgang Schäuble/Cornelio Sommaruga: Horizontale Ökumene. Otto-Karrer-Vorlesungen zu Ökumene, Caritas und interreligiösem Dialog. Zürich 2007, ISBN 978-3-290-20047-3.
- Simone Weil und die religiöse Frage. Zürich 2007, ISBN 978-3-290-20036-7.
- Suche nach dem Unbedingten. Spirituelle Spuren in der Kunst. Zürich 2008, ISBN 978-3-290-20046-6.
- Christentum und Islam. Plädoyer für den Dialog. Zürich 2009, ISBN 978-3-290-20054-1.
- Musikalische und theologische Etüden. Zum Verhältnis von Musik und Theologie. Zürich 2012, ISBN 978-3-290-20076-3.
- Kirche und Kirchengemeinschaft. Die Katholizität der Altkatholiken. Zürich 2013, ISBN 978-3-290-20089-3.
- mit Edmund Arens, Martin Baumann, Antonius Liedhegener, Markus Ries: Religiöse Identitäten und gesellschaftliche Integration. Nomos, Zürich/Baden-Baden 2017, ISBN 978-3-8487-3728-4.
- Reden über die Welt und Gott. Otto-Karrer-Vorlesungen 2010–2017. Zürich 2017, ISBN 978-3-290-20144-9.

- Theologie in Noten. 2. Auflage, Ostfildern 2017, ISBN 978-3-7867-3035-4.
- mit Franc Wagner: In der Sprache gefangen. Migration und Diskriminierung. Zürich 2020, ISBN 978-3-290-20172-2.
- mit Franc Wagner: Ökumene in säkularer Gesellschaft. Zürich 2022, ISBN 978-3-290-20203-3.
- Das Leben Jesu. Theologische und musikalische Interpretationen, Ostfildern 2024, ISBN 978-3-7867-3291-4.
- mit Franc Wagner: Musik in den monotheistischen Religionen. Reflexionen zur ästhetischen Funktion sakraler Musik. Basel 2024, ISBN 978-3-7965-5045-4.